# レーナ・アラム
レーナ・アラム（Leena Alam、لينا علم, 1978年 - ）は、アフガニスタンの女優。

## 概要
レーナ・アラムは、Kabuli Kid, Black Kite, Loori, A Letter to the President and Hassanといった映画に出演してきた。彼女は 児童婚、ジェンダーの不平等、女性の権利、社会的葛藤について語る映画やテレビに取り組んだことで広く知られている。 
1991年、アラムとその家族は、故郷での内戦のためにアメリカ合衆国に移住した。彼女は1998年に演技と映画のキャリアを始めた。
2021年に彼女はBBC100人の女性の1人に選ばれた。

## 受賞
- 最優秀女優 –カブール国際映画祭、アフガニスタン2008
- 最優秀女優 – Tolo Film Festival, Afghanistan 2009
- 最優秀女優 – アフガニスタン人権映画祭、アフガニスタン2013
- 最優秀女優 – Negah-e-No Film Festival, Afghanistan 2014
- Honorary Award – ヘラート国際女性映画祭、アフガニスタン2014
- 最優秀女優 – Negah-e-No Film Festival, Afghanistan 2015
- 最優秀女優 – Mehrgan International Film Festival, Afghanistan 2015
- 最優秀女優 – ヘラート-国際女性映画祭、アフガニスタン2015
- 最優秀女優 – ノミネート、ソウル国際ドラマアワード、韓国2016
- Honorary Award – Contribution to Afghan Cinema - The Sama International Film Festival in Stockholm, Sweden 2017
- 最優秀女優 – ノミネート, Malaysia International Film Festival (Golden Global Awards) Malaysia 2018
- 最優秀女優 – Sinema Zetu International Film Festival (SZIFF) Tanzania 2019[3][4]
- 最優秀女優 – Lajward National Film Festival جشنواره ملی فلم لاجورد Afghanistan 2020[5]
- In 2021 she was named as one on the BBC's 100 Women.[2]